# 張廣仁
張廣仁（1911年3月2日—1993年1月10日），字育文。河南省新安縣鐵門鎮人。民國37年（1948年）在河南省婦女選區當選第一屆立法委員。

## 生平[1][2][3][4][5][6][7]
- 上海復旦大學文學士
- 河南私立嵩嶽中學校長
- 開封女子職業學校董事
- 中華婦女文化教育協進會河南分會理事
- 民國37年，當選立法委員。
- 中華民國聯合國同志會婦女委員會委員
- 泛太平洋暨東南亞婦女協會中華民國分會委員